# Kobalt(II)-klorid
A kobalt(II)-klorid a kobalt klórral alkotott vegyülete, kloridja. A vízmentes só képlete CoCl2. A vízmentes kobalt(II)-klorid kék kristályokat alkot. Léteznek hidrátjai is, a hexahidrátja rózsaszín, dihidrátja rózsás ibolya színű. Vizes oldatából 52 °C alatt hexahidrát, efölött dihidrát kristályosítható ki. Jól oldódik vízben, alkohol még jobban oldja. Feloldódik éterben is. Vizes oldata rózsaszín, alkoholos oldata kék színű. A vízmentes kobalt(II)-klorid higroszkópos. Ha a vegyület rózsaszín vizes oldatát melegítik, az oldat színe kékké változik, mert a hidratált komplex kobalt(II)-ionokról lehasadnak a vízmolekulák.

## Kémiai tulajdonságai
Nagyon hajlamos kettős sók és komplex vegyületek képzésére. Ha kálium-cianidot adnak a vizes oldatához, kobalt-cianid válik ki. Ez feloldódik, ha a kálium-cianid feleslegben van, ugyanis a kálium-cianiddal kálium-kobalt-cianiddá (K4Co(CN)6) alakul. Komplex vegyületeket képez kálium-cianáttal és kálium-tiocianáttal is (K2Co(CNO)4, K4Co(CNS)6). Ezek a komplexek színtelenek. Ammóniával tetramint és hexamint képez szilárd alakban és vizes oldatban is (Co(NH3)4Cl2, Co(NH3)6Cl2). Ha kálium-karbonáttal elegyítik, kettős sóvá (K2Co(CO3)2 · 4 H2O) alakul.

## Előállítása
Előállításához kobalt(II)-oxidot vagy kobalt(II)-karbonátot oldanak sósavban. A képződő oldatból a kobalt(II)-klorid hidrátjai kristályosodnak ki. Vízmentesen úgy állítható elő, hogy hosszabb ideig forralják tionil-kloriddal, majd a tionil-kloridot ledesztillálják.

## Felhasználása
Festékként alkalmazzák üveg, porcelán és kerámiák festésére. A vegyipar más kobaltvegyületek előállítására használja fel. Selyempapírban felitatott kobalt(II)-klorid a levegő nedvességtartalmának kimutatására használható. A papír kék színű száraz időben, de ha a levegő nedvességtartalma nagy, színe rózsaszínre változik. Alkalmazzák titkos írású tinta készítésére is. Ha híg kobalt(II)-klorid oldattal írnak papírra, a halvány rózsaszín írás alig látszik. Ha a papírt melegítik, a kobalt(II)-klorid színe kék lesz és láthatóvá válik az írás.